# Andrej Lawonczyk
Andrej Lawonczyk (biał. Андрэй Лявончык; ur. 2 stycznia 1977 w Mińsku) – białoruski piłkarz grający na pozycji pomocnika.

## Kariera klubowa
| Sezon | Klub                | Kraj     | Rozgrywki        | Mecze | Bramki |
| ----- | ------------------- | -------- | ---------------- | ----- | ------ |
| 1995  | Dynama-Juni Mińsk   | Białoruś | Pierszaja liha   | 5     | 0      |
| 1996  | Dynama-Juni Mińsk   | Białoruś | Pierszaja liha   | 19    | 5      |
| 1997  | Dynama-Juni Mińsk   | Białoruś | Pierszaja liha   | 23    | 0      |
| 1998  | Dynama-Juni Mińsk   | Białoruś | Pierszaja liha   | 30    | 7      |
| 1999  | Dynama Mińsk        | Białoruś | Wyszejszaja liha | 23    | 7      |
| 2000  | Dynama Mińsk        | Białoruś | Wyszejszaja liha | 19    | 2      |
| 2001  | Szachcior Soligorsk | Białoruś | Wyszejszaja liha | 26    | 2      |
| 2002  | Szachcior Soligorsk | Białoruś | Wyszejszaja liha | 23    | 1      |
| 2003  | Szachcior Soligorsk | Białoruś | Wyszejszaja liha | 30    | 1      |
| 2004  | Szachcior Soligorsk | Białoruś | Wyszejszaja liha | 29    | 3      |
| 2005  | Szachcior Soligorsk | Białoruś | Wyszejszaja liha | 25    | 0      |
| 2006  | Szachcior Soligorsk | Białoruś | Wyszejszaja liha | 26    | 1      |
| 2007  | Szachcior Soligorsk | Białoruś | Wyszejszaja liha | 21    | 6      |
| 2008  | Szachcior Soligorsk | Białoruś | Wyszejszaja liha | 29    | 1      |
| 2009  | Szachcior Soligorsk | Białoruś | Wyszejszaja liha | 25    | 5      |
| 2010  | Szachcior Soligorsk | Białoruś | Wyszejszaja liha | 29    | 0      |
| 2011  | Szachcior Soligorsk | Białoruś | Wyszejszaja liha | 24    | 0      |
| 2012  | Szachcior Soligorsk | Białoruś | Wyszejszaja liha | 24    | 0      |